# Amalie von Lerchenfeld
Amalie von Lerchenfeld, née Amalie Stargard en 1808 à Ratisbonne et morte le 21 juin 1888 à Tegernsee, est la fille naturelle du comte Maximilian Emmanuel von Lerchenfeld et de sa maîtresse la princesse Thérèse de Tour-et-Taxis (Thurn und Taxis) née Mecklembourg-Strelitz.

## Biographie
Amalie, déclarée tout d'abord sous le nom de Stargard, est le fruit de la liaison du comte von Lerchenfeld et de la princesse de Tour-et-Taxis, pendant que le mari de cette dernière, le prince Charles-Alexandre, était en mission auprès de Napoléon Ier à Paris. La petite fille est d'abord confiée, après la mort de son père, le 19 octobre 1809, à la famille von Sternberg de Darmstadt, proche de la princesse, puis elle est élevée avec ses demi-frères et sœurs par la veuve de son père, au palais Lerchenfeld de Munich ou au château familial de Köfering.
Elle rencontre en 1822 le poète et diplomate russe Fiodor Tiouttchev en poste à Munich. Celui-ci fréquente le palais Lerchenfeld et n'ose déclarer sa flamme à la jeune fille de quinze ans. Certains de ses poèmes sont inspirés par elle, comme Larmes, À N. ou bien Je me rappelle l'âge d'or, ce dernier poème évoquant les promenades que le poète effectuait avec la jeune fille dans les collines au-dessus de Ratisbonne. Un autre diplomate russe plus âgé, le baron Paul de Krüdener (fils de la fameuse Madame de Krüdener), gravite également autour de la jeune fille et finit par provoquer en duel le jeune poète, le 19 janvier 1825. Le cœur de la belle Amalie penche pour le baron teuton qu'elle épouse en août suivant à Köfering. Elle lui donne un an plus tard un fils, Nikolai-Arthur.
Joseph Karl Stieler peint le portrait de la jeune femme en 1828 qui est acquis par le roi Louis Ier de Bavière pour sa galerie des Beautés du château de Nymphenburg.
Le baron de Krüdener reçoit une promotion en 1836 et quitte Munich pour Saint-Pétersbourg. La baronne y vit alors entourée d'une société choisie d'admirateurs. Elle confie une douzaine de poèmes (sur la centaine en sa possession) de Tiouttchev (demeuré à Munich) au prince Gagarine, féru de poésie, qui les fait lire à son ami Alexandre Pouchkine. Ce dernier est à cette époque au Contemporain qui publie immédiatement ces poèmes. La carrière littéraire de Tiouttchev est lancée.
Le comte Alexandre de Beckendorff est également un admirateur de la belle baronne, et d'aucuns déclarent qu'il se convertit secrètement au catholicisme (religion de la baronne) par amour pour elle, et que cela ne fut révélé qu'après sa mort. Il arrange même un audience pour Tiouttchev auprès de Nicolas Ier en présence de Nesselrode pour le réintégrer au ministère, après son éviction de 1843. L'empereur lui-même n'était pas indifférent à la beauté de la baronne et lui fait don d'un manteau de fourrure le 25 novembre 1836.
Les années de différence entre le baron et la baronne de Krüdener éloignent de plus en plus les premières années de bonheur conjugal. Elle donne naissance en 1848 (elle a quarante ans) à un fils illégitime qu'elle a de sa liaison avec le comte Nikolaï Adlerberg, âgé de vingt-neuf ans. L'enfant, baptisé Nicolas, est déclaré comme fils adoptif d'un certain Veniavsky.
Le baron de Kründener est nommé ministre plénipotentiaire et ambassadeur auprès du roi de Suède et de Norvège, mais la baronne refuse de le suivre, prétextant son faible état de santé. Ils ne se verront plus. Il meurt d'un infarctus à Stockholm en 1852. Amalie de Krüdener épouse le comte Adlerberg en 1855. Ce dernier avait été nommé quelques mois auparavant gouverneur de Simféropol et de Tauride, poste qu'il occupe pendant la guerre de Crimée. La comtesse Adlerberg y ouvre un orphelinat pour une quinzaine d'enfants dont le père a été tué à la guerre. Il est officiellement nommé orphelinat Amalie Adlerberg quelques années plus tard en recevant un statut officiel, après avoir déménagé dans un autre bâtiment de la ville.

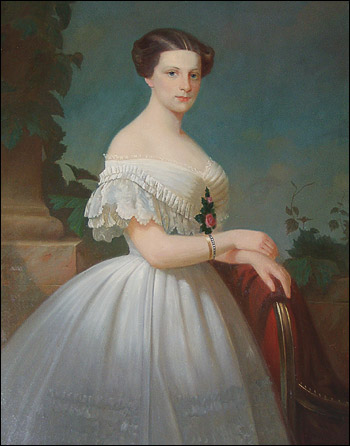
Portrait de la comtesse Adlerberg en 1865

Entre 1866 et 1881 la comtesse vit avec son mari à Helsingfors, ce dernier étant gouverneur général de Finlande. En tant que catholique, la comtesse aide à la fondation d'une paroisse catholique dans ce pays luthérien et fait partie des contributeurs à l'édification de la petite cathédrale catholique, projet soutenu par la comtesse Leopoldina von Berg, née di Cigogna di Mozzone, épouse de l'ancien gouverneur général, le comte von Berg.
Après l'assassinat d'Alexandre II en 1881, le comte et la comtesse Adlerberg s'installent définitivement en Bavière, où ils font construire une villa (Haus Adlerberg) à Tegernsee (Schwaighofstraße, no 2). Elle y meurt le 21 juin 1888 et est enterrée au cimetière Saint-Laurent de Rottach-Egern de Tegernsee, au bord du lac, en face de sa maison. Le comte l'y rejoint à sa mort en 1892.